# Safiyy al-Dawla
Ṣafiyy al-Dawla Muḥammad ibn ʿAli ibn Jaʾfar ibn Falāh (arabe : صفي الدولة محمد بن علي بن جعفر بن فلاح) d'origine berbers kutamas, est le gouverneur fatimide et émirs d’Alep entre octobre 1022 et avril 1023.
Il est le fils de Ali ibn Ja'far ibn Fallah et le petit fils de Ja'far ibn Fallah.

## Biographie
Safiyy al-Dawla a été chargé de gouverner la ville d’Alep. Safiyy al-Dawla appartenait aux Kutamas, Des militaires berbères originaire de la petite kabylie qui jouait un rôle majeur dans l’armée fatimide. Il était le fils d’Ali ibn Ja’far et le petit-fils de Ja'far ibn Fallah, tous deux généraux fatimides. Il reçut le titre de ṣafiyy al-dawla (élu de l’État). Safiyy al-Dawla a été nommé à Alep pour remplacer Abu’l-Najm Badr. On ne sait rien de son règne,Safiyy al-Dawla fut destitué en avril 1023, et remplacé par Sanad al-Dawla Hasan.